# 國見泰央
國見 泰央（くにみ やすお、1974年8月24日 - ）は、元プロボクサーで、第32代OPBF東洋太平洋スーパーバンタム級王者。石川県金沢市出身。カシミボクシングジム所属。

## 来歴
金沢市立工業高等学校でボクシングをはじめ、インターハイや国体に出場するなどの活躍をするが、一度は家業を継ぐためプロには進まなかったものの、高校卒業5年後にプロライセンスを取得。
1997年12月6日、プロデビュー戦。松元達也を4R判定で退けフェザー級でデビューを飾る。
2000年12月16日、6勝3敗3引分の戦績で西軍代表として全日本フェザー級新人王を小林秀徳と争うも、6R判定で敗れ新人王獲得ならず。
2004年5月30日、その後9勝1敗1引分で石川県産業展示館にて、OPBF東洋太平洋スーパーバンタム級王者ジムレックス・ハカと対戦。ハカが直前軽量で体重超過で王座剥奪されるアクシデントがあったが、7RKOで勝利し王座奪取。北陸地方のジム初のタイトルとなった。
2005年2月20日、防衛一度の後、名古屋国際会議場で菅原雅兼を迎え撃つ。2-1の12R判定で敗れ失冠。
2005年10月9日、菅原から王座を奪取したウェタヤ・サクムアンクランに挑戦。12R判定で敗れる。その後2006年7月23日に引退スパーを行い引退。その後は所属したカシミボクシングジムでトレーナーも務める。

## プロ戦績
27戦16勝（6KO）7敗4分
| 戦           | 日付           | 勝敗 | 時間 | 内容        | 対戦相手                         | 国籍                                   | 備考                                           |
| ------------ | -------------- | ---- | ---- | ----------- | -------------------------------- | -------------------------------------- | ---------------------------------------------- |
| 1            | 1997年12月6日  | ☆    | 4R   | 判定3-0     | 松元達也（浜松堀内）             | 日本                                   | プロデビュー戦                                 |
| 2            | 1998年5月10日  | ★    | 4R   | 判定0-3     | 田島隆宏（松田）                 | 日本                                   | 1998年度中日本スーパーバンタム級新人王予選     |
| 3            | 1998年9月27日  | ★    | 4R   | 判定0-3     | 薄井善貴（岐阜ヨコゼキ）         | 日本                                   |                                                |
| 4            | 1998年11月8日  | △    | 4R   | 判定        | 藤元健二（陽光アダチ）           | 日本                                   |                                                |
| 5            | 1999年3月20日  | ☆    | 4R   | 判定3-0     | 中野成俊（天熊丸木）             | 日本                                   |                                                |
| 6            | 1999年7月18日  | △    | 2R   | 負傷引分    | 伊藤泰久（緑）                   | 日本                                   | 1999年度中日本スーパーバンタム級新人王準決勝   |
| 7            | 1999年9月15日  | △    | 4R   | 判定1-1     | 寺島太一（東海）                 | 日本                                   |                                                |
| 8            | 1999年12月12日 | ★    | 4R   | 判定0-3     | 若井藤一（京拳）                 | 日本                                   |                                                |
| 9            | 2000年5月14日  | ☆    | 4R   | 判定3-0     | 佐藤真士（駿河）                 | 日本                                   |                                                |
| 10           | 2000年7月29日  | ☆    | 4R   | KO          | 長屋洋（岐阜ヨコゼキ）           | 日本                                   |                                                |
| 11           | 2000年9月16日  | ☆    | 6R   | 判定3-0     | 大庭宏之（西遠）                 | 日本2000年度中日本フェザー級新人王決勝 |                                                |
| 12           | 2000年11月4日  | ☆    | 6R   | 判定3-0     | 中野智弘（風間）                 | 日本                                   | 2000年度全日本フェザー級新人王西軍代表決定戦   |
| 13           | 2000年12月16日 | ★    | 6R   | 判定1-2     | 小林秀徳（角海老宝石）           | 日本                                   | 2000年度全日本フェザー級新人王決定戦           |
| 14           | 2001年4月22日  | ☆    | 3R   | KO          | アピワト・シプルード             | タイ                                   |                                                |
| 15           | 2001年6月20日  | ☆    | 4R   | KO          | ダオジャラスノイ・ピタ           | タイ                                   |                                                |
| 16           | 2001年11月29日 | △    | 8R   | 判定1-1     | 栄村繁幸（横浜光）               | 日本                                   |                                                |
| 17           | 2002年3月24日  | ☆    | 10R  | 判定3-0     | ビルゴ・ワロウ                   | インドネシア                           |                                                |
| 18           | 2002年7月21日  | ☆    | 8R   | 判定3-0     | 岡本裕（久留米櫛間）             | 日本                                   |                                                |
| 19           | 2002年10月14日 | ☆    | 3R   | KO          | パヤック・ツインズジム           | タイ                                   |                                                |
| 20           | 2002年12月1日  | ☆    | 1R   | KO          | ルツカイ・シスソーエン           | タイ                                   |                                                |
| 21           | 2003年4月6日   | ☆    | 10R  | 判定2-0     | トニー・ブラウン                 | オーストラリア                         |                                                |
| 22           | 2003年7月14日  | ★    | 8R   | 判定0-3     | 宮田芳憲（角海老宝石）           | 日本                                   |                                                |
| 23           | 2003年10月5日  | ☆    | 10R  | 判定3-0     | ノラシン・キャットプラサンチャイ | タイ                                   |                                                |
| 24           | 2004年5月30日  | ☆    | 7R   | KO          | ジムレックス・ハカ               | フィリピン                             | OPBF東洋太平洋スーパーバンタム級タイトルマッチ |
| 25           | 2004年10月17日 | ☆    | 5R   | 負傷判定2-1 | イム・フンシク                   | 韓国                                   | OPBF東洋太平洋スーパーバンタム級王座防衛1      |
| 26           | 2005年2月20日  | ★    | 12R  | 判定1-2     | 菅原雅兼（松田）                 | 日本                                   | OPBF東洋太平洋スーパーバンタム級王座陥落       |
| 27           | 2005年10月9日  | ★    | 12R  | 判定0-2     | ウェタヤ・サクムアンクラン       | タイ                                   | OPBF東洋太平洋スーパーバンタム級タイトルマッチ |
| テンプレート |                |      |      |             |                                  |                                        |                                                |